# Joris Vriamont
Joris Isidoor Jozef Vriamont, ook bekend als Georges Vriamont (Lijsem, 23 november 1896 - Brussel, 28 februari 1961) was een Vlaams schrijver.
Vriamont was werkzaam als handelaar in muziek en piano's. Hij schreef ironisch getinte, fantastische verhalen, waarin de personages veelal heidense levensgenieters zijn. Tot zijn vrij beperkte oeuvre behoren onder meer Sebbedee (1923), De exploten van Tabarijn (1927) en December (1928). In 1963, na de dood van de schrijver, werd zijn Verzameld proza gepubliceerd.
Hij was vertegenwoordiger van het pianomerk Pleyel en Erard in Brussel. Als muziekuitgever zorgde hij voor de uitgifte van "La Gamme d'Amour" van James Ensor en van meerdere liederen van Paul Magritte (vaak met voorbladillustraties door zijn broer René Magritte).